# Don (přítok Vilaine)
Don je řeka v Bretani v severozápadní Francii. Je dlouhá 92,1 km a je levostranným přítokem řeky Vilaine.

## Geografie
Řeka Don pramení v obci Saint-Michel-et-Chanveaux v departementu Maine-et-Loire, v nové obci Ombrée d'Anjou, která vznikla sloučením deseti bývalých obcí, z nichž hlavní je Pouancé. Řeka teče na západ a protéká městy Saint-Julien-de-Vouvantes a Petit-Auverné, kde se do ní vlévá Petit Don. Řeka protéká městy Isse, Treffieux a Jans, kde se do ní vlévá řeka Cone. Po průchodu pod silnicí RN 137 (Saint-Malo–Nantes) pokračuje směrem na Marsac-sur-Don, Guémené-Penfao a dále na Massérac, kde se vlévá do řeky Vilaine na hranici Loire-Atlantique a Ille-et-Vilaine.

## Hydrologie
Řeka má kolísavý průtok. největší průtok je v lednu, nejmenší v srpnu. V průběhu sledování vodního toku v letech 1982–2007 dosahoval maximální průtok v lednu 11,48 m³/s a minimální 0,126 m³/s. V průběhu pětiletého suchého období může průtok klesnout až na 0,002 m³/s (dva litry za sekundu). To je však běžný jev u řek v regionu, které protékají starým, málo propustným armorickým podložím, po němž srážková voda rychle odtéká. Při povodních se průtok zvyšuje na hodnoty QIX2 a QIX5  55 resp. 89 m³/s. Největší okamžitý průtok 141 m³/s byl naměřen 5. ledna 2001 v Guémené-Penfao, následující den klesl průtok na 124 m³/s.

## Sídla
Řeka protéká obcemi:
- Ombrée d'Anjou,
- Juigné-des-Moutiers,
- Saint-Julien-de-Vouvantes,
- Petit-Auverné,
- Grand-Auverné,
- Moisdon-la-Rivière,
- Issé,
- Treffieux,
- Jans,
- Nozay
- Marsac-sur-Don,
- Derval, Conquereuil,
- Guémené-Penfao,
- Avessac,
- Massérac